# Srđan Grahovac
Srđan Grahovac, né le 19 septembre 1992 à Banja Luka en Bosnie-Herzégovine, est un footballeur international bosnien, qui évolue au poste de milieu de terrain au Borac Banja Luka.

## Biographie

### Carrière en club
Srđan Grahovac dispute six matchs en Ligue des champions, et neuf matchs en Ligue Europa, pour un but inscrit. Il inscrit son premier but en Ligue Europa le 12 juillet 2012, lors d'un match contre le Čelik Nikšić comptant pour le premier tour préliminaire de cette compétition.

### Carrière internationale
Srđan Grahovac compte une sélection avec l'équipe de Bosnie-Herzégovine depuis 2016. 
Le 28 septembre 2015, il est convoqué pour la première fois en équipe de Bosnie-Herzégovine par le sélectionneur national Mécha Baždarević, pour les matchs des éliminatoires de l'Euro 2016 contre le pays de Galles et la Chypre mais n'entre pas en jeu.
Le 25 mars 2016, il honore sa première sélection contre le Luxembourg en amical. Il entre à la 77e minute de la rencontre, à la place de Sanjin Prcić. Le match se solde par une victoire 3-0 des Bosniens.

## Palmarès
Avec le Borac Banja Luka, il est champion de Bosnie-Herzégovine en 2011.
Avec le Rapid Vienne, il est finaliste de la Coupe d'Autriche en 2017 et en 2019.